# Горячка (приток Алая)
Горячка (устар. овраг Горячинский) — река в Саратовской области России. Устье реки находится в 25 км по правому берегу реки Алай. Длина реки составляет 12 км.

## Данные водного реестра
По данным государственного водного реестра России относится к Нижневолжскому бассейновому округу, водохозяйственный участок реки — Терешка от истока и до устья. Речной бассейн реки — Волга от верховий Куйбышевского вдхр. до впадения в Каспий.
Код объекта в государственном водном реестре — 11010001912112100010585.